# Comitato Olimpico Etiope
Il Comitato Olimpico Etiope (noto anche come Ethiopian Olympic Committee in inglese) è un'organizzazione sportiva etiope, nata nel 1948 a Addis Abeba, Etiopia.
Rappresenta questa nazione presso il Comitato Olimpico Internazionale (CIO) dal 1954 ed ha lo scopo di curare l'organizzazione ed il potenziamento dello sport in Etiopia e, in particolare, la preparazione degli atleti etiopi, per consentire loro la partecipazione ai Giochi olimpici. L'organizzazione è, inoltre, membro dell'Associazione dei Comitati Olimpici Nazionali d'Africa.
L'attuale presidente dell'associazione è Birhane Kidanemarin, mentre la carica di segretario generale è occupata da Dagmawit Girmay.